# Luminița State
Luminița Doina State (n. Luminița Doina Radu; n. 27 ianuarie 1948, Crângurile, România – d. 9 ianuarie 2016, Pitești, România) a fost o matematiciană română, specializată în informatică, profesor universitar al Facultății de Matematică din cadrul Universității din București și ulterior al Facultății de Matematică și Informatică din cadrul Universității din Pitești. A publicat peste 200 de lucrări științifice, studii, monografii, manuale universitare și proiecte de cercetări în colaborare cu universitățile europene și americane. A adus contribuții în domeniul inteliginței artificiale, sistemului neuronal de calcul, metodelor statistice în prelucrarea semnalelor digitale, logicii matematice, teoriei informației, recunoașterii formelor, diagnosticării automate, telemedicinei.

## Biografie
Lumința Doina Radu s-a născut pe meleaguri argeșene, într-o familie de intelectuali, fiind unicul copil. Tatăl, Ion Radu, a fost profesor universitar la Universitatea din București iar mama, Maria Radu, învățătoare.

## Studiile
Luminița a urmat școala primară și cea gimnazială la Pitești, unde a manifestat un talent pentru matematică. În paralel a frecventat și Școala elementară de muzică. În 1961-1963 a fost elevă la Liceul „Zinca Golescu” din Pitești, iar ultimii doi ani de liceu i-a terminat în București, la Liceul Teoretic „Zoia Kosmodemianskaia” (în prezent, Colegiul Național „Școala Centrală” din București).
În 1965-1970 este studentă la Facultatea de Matematică a Universității din București, secția de Mașini de Calcul, înființată de academicianul Grigore C. Moisil. Aici ea a excelat în domeniul informaticii și a obținut calificativul Magna cum laude la absolvirea universității. La acea vreme, informatica era un domeniu ce abia înmugurea iar profesorul Moisil formula obiective deosebit de ambițioase pentru cercetarea matematico-informatică: traducerea automată în limbajele naturale și în cele artificiale, diagnosticarea automată, prelucrarea semnalelor și recunoașterea formelor, modelare matematică în domeniul literar și cel artistic, compoziție muzicală asistată de calculator etc. Luminița State a urmat direcțiile enunțate de Moisil și a abordat obiective de inteligență artificială și de analiză, prelucrare a semnalelor și recunoaștere a formelor.
Specializarea și-a făcut-o în domeniul teoriei statistice a instruirii în 1973-1974 la Brown University, Providence Rhode Island, USA, unde a beneficiat de o bursă Fulbright. Teza sa de doctorat intitulată „Contribuții la teoria recunoașterii formelor din punctul de vedere al teoriei estimației statistice” a susținut-o în 1977, sub conducerea profesorului Silviu Guiașu (în prezent, la York University, Toronto, Canada). În 1978 Luminița a obținut, la Belgrad, Premiul I la cea de a VII-a Balcaniadă pentru tinerii cercetători.

## Carieră universitară
Luminița State a avut o carieră didactică la Universitatea din București (1970-1998) unde a fost asistent (1970-1979), lector (1979-1991), conferențiar (1991-1998) la Facultatea de Matematică. A făcut parte din corpul profesoral universitar ce a pregătit prima generație de informaticieni care a absolvit secția de Informatică înființată în anul 1974, din cadrul Facultății de Matematică a Universității din București. Ulterior a lucrat la Universitatea din Pitești ca profesor universitar (1998-2013) unde a desfășurat activitate științifică și didactică în cadrul Facultății de Matematică-Informatică, publicând peste 10 cărți și manuale universitare. Printre manuale ei se remarcă: Modele probabilistice în inteligența artificială (1987); Limbajul BASIC pentru microcalculatoare (1988); Curs de bazele informaticii (1988, în colab.); Manual de bazele informaticii, pentru clasa a XI-a (1999, în colab.); Manual de bazele informaticii, pentru clasa a X-a (2000, în colab.); Elemente de logică matematică și demonstrarea automată a teoremelor (1989); Hello Basic (1992); Introducere în programarea logică (2004).
A fost membră a numeroase organizații științifice din țară și internaționale, printre care Association for Computing Machinery (ACM). Din 2002 a condus Școala doctorală de Informatică din cadrul Universității din Pitești. A făcut parte din comisia C.N.A.T.D.C.U pentru confirmarea titlurilor de doctor (2006-2010).
Luminița State a fost invitată a mai multor universități din Germania, Franța, Anglia și Grecia. A participat la Unités de Formation et de Recherche (UFR) a facultății Sciences et Technologies din cadrul Université Paris-Est Créteil, în colaborare cu Anda Ionescu de la această universitate, la îndrumarea tezelor de doctorat având ca subiect elaborarea modelelor pentru predicția fenomenelor de degradare a mediului. A recenzat articole științifice la mai multe reviste; în 2012, revista Computing Reviews i-a acordat Premiul pentru cea mai frumoasă recenzie.

## Activitatea științifică
Luminița State a publicat peste 130 de articole și studii științifice în domenii ale matematicii, informaticii și telemedicinei.
Domeniile de cercetare ale Luminiței State au fost teoria informației, logica matematică, programarea logică și demonstrarea automată a teoremelor, recunoașterea statistică a formelor, algoritmii genetici și programarea evoluționistă, inteligența artificială, calcul neuronal,  sistemele fuzzy (un domeniu în care Moisil a fost precursor), modelarea neuro-fuzzy, metodologia data-mining, metodele statistice în procesarea semnalelor digitale, recunoașterea automată a vorbirii, modelele matematice în biologie.
În preocupările științifice ale Luminiței State a intrat și informatizarea medicinii aducând contribuții în telemedicină: diagnosticarea automată, transmiterea și analiza imaginilor medicale, sistemele automate de analiză a riscului, diagnoza și decizia pentru asistarea actului medical.
Algoritmii și tehnicile elaborate de Luminița State și-au găsit întruchiparea în cadrul a numeroase proiecte, unul primind în 2006, din partea Ministerului Educației, Cercetării și Tineretului, precum și din partea Autorității Naționale pentru Cercetare Științifică, Premiul III „Pentru proiecte de cercetare dezvoltare complexe, aria tematică Tehnologii Informaționale și de Comunicații”.

## Viața personală
Soțul Luminiței, Marcel State, era medic. Fiica sa Monica și ginerele Dorin, precum și nora sa Simona erau medici, numai fiul ei Radu a urmat profesia mamei.